# 거짓 딜레마

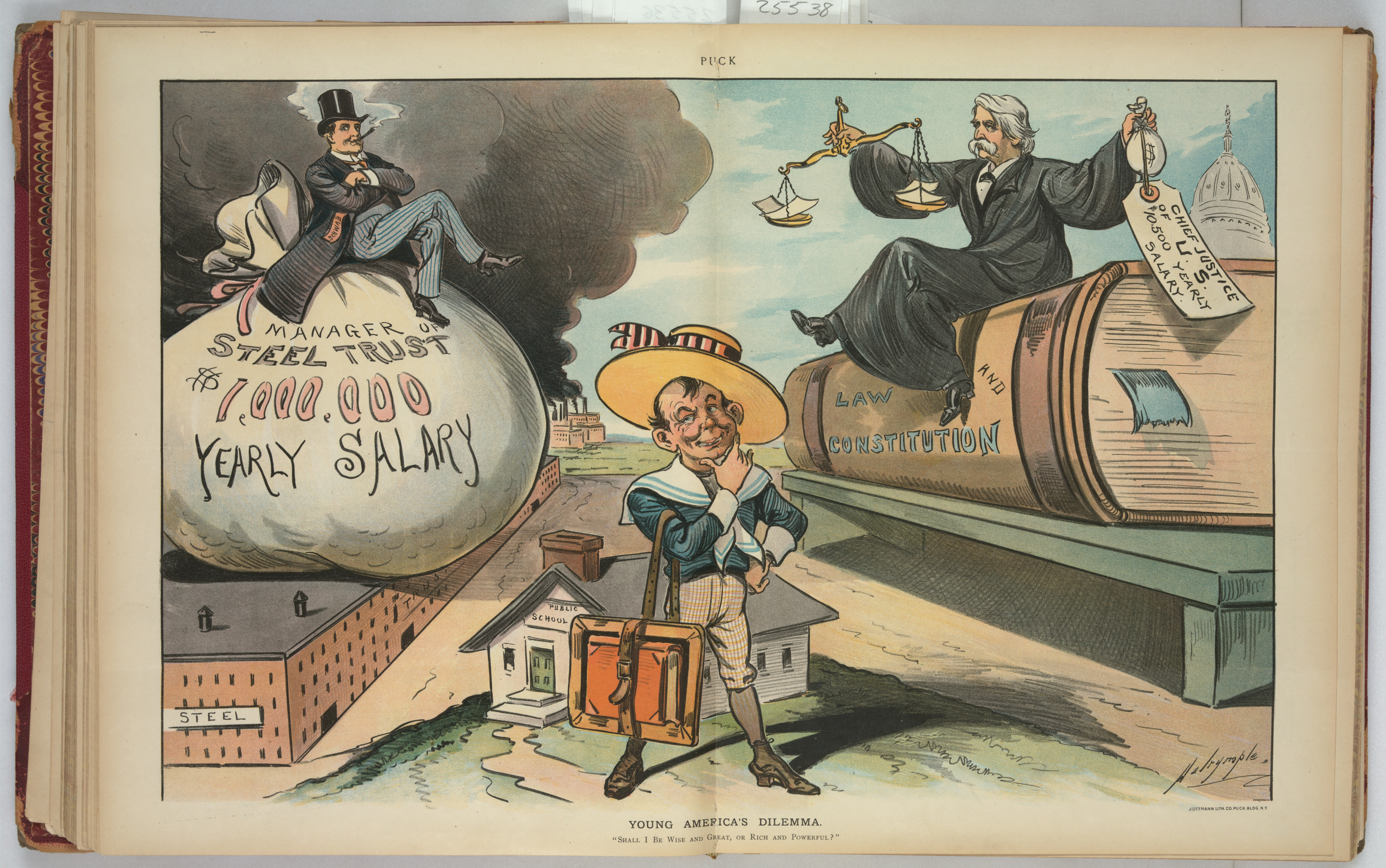
젊은 미국의 딜레마: 현명하고 위대해질 것인가, 아니면 부유하고 강력해질 것인가? (퍽 1901)

거짓 딜레마(黑白論理, 영어: false dilemma) 혹은 거짓 이분법(false dichotomy)은 사용 가능한 선택지를 잘못되게 제한하는 전제에 기반한 비형식적 오류이다. 오류의 근원은 추론의 무효한 형태가 아니라 거짓 전제에 있다. 이 전제는 선언적 주장의 형태를 띠며, 여러 대안 중 하나가 참이어야 한다고 주장한다. 이 선언은 실행 가능한 대안을 배제하여 선택을 지나치게 단순화하고, 실제로는 여러 가지가 있을 수 있는데도 두 가지 절대적인 선택지만 제시한다는 점에서 문제가 된다.
거짓 딜레마는 종종 둘 다 거짓일 수 있는 두 가지 반대 명제를, 하나는 반드시 참인 모순 명제처럼 취급하는 형태를 띤다. 다양한 추론 방식이 거짓 딜레마와 관련되어 있는데, 예를 들어 구성적 양도 논법, 파괴적 양도 논법 또는 선언적 삼단 논법이 있다. 거짓 딜레마는 주로 연역적 논증의 관점에서 논의되지만, 개괄적 논증으로도 나타날 수 있다.
인간이 거짓 딜레마를 범하기 쉬운 경향은, 어느 정도 인간 언어에 이미 내재된 양자택일적 진술을 통해 현실을 단순화하려는 경향 때문일 수 있다. 이는 또한 많은 일반적인 표현의 모호함을 부정하면서 명확한 구분을 고집하려는 경향과도 관련될 수 있다.

## 정의
거짓 딜레마는 사용 가능한 선택지를 잘못되게 제한하는 전제에 기반한 비형식적 오류이다. 가장 단순한 형태인 이분법의 오류에서는 두 가지 대안을 제외한 모든 것이 배제된다. 오류는 논증, 즉 결론과 함께 일련의 전제들로 이루어진 것이 부건전한 것, 즉 타당하면서 참이 아닌 것을 의미한다. 오류는 일반적으로 형식적 오류와 비형식적 오류로 나뉜다. 형식적 오류는 그 구조 때문에 부건전한 반면, 비형식적 오류는 그 내용 때문에 부건전하다. 거짓 딜레마의 경우 문제가 되는 내용은 선언적 주장의 형태를 띠며, 여러 대안 중 하나가 참이어야 한다고 주장한다. 이 선언은 실행 가능한 대안을 배제하여 선택을 지나치게 단순화한다는 점에서 문제가 된다. 때때로 거짓 딜레마와 거짓 이분법 사이에 구분이 이루어진다. 이 관점에서 "거짓 이분법"은 거짓 선언적 주장을 의미하는 반면, "거짓 딜레마"는 이 주장뿐만 아니라 이 주장에 기반한 논증을 의미한다.

## 유형

### 반대 명제와의 선언
가장 흔한 형태에서 거짓 딜레마는 대안들을 모순 명제로 제시하지만, 실제로는 단지 반대 명제일 뿐이다. 두 명제가 모순 관계에 있다는 것은 하나는 참이고 다른 하나는 거짓이어야 한다는 것을 의미한다. 두 명제가 반대 관계에 있다는 것은 둘 중 하나만 참일 수 있지만, 둘 다 거짓일 가능성도 열려 있다는 것을 의미하며, 이는 모순 관계에서는 불가능하다. 모순 명제는 배중률을 따르지만 반대 명제는 그렇지 않다. 예를 들어, "항아리에 있는 구슬의 정확한 수는 10이거나 10이 아니다"라는 문장은 두 가지 모순적인 대안을 제시한다. "항아리에 있는 구슬의 정확한 수는 10이거나 11이다"라는 문장은 두 가지 반대되는 대안을 제시한다. 항아리에는 2개의 구슬이나 17개의 구슬이 있을 수도 있기 때문이다. 거짓 딜레마에서 반대 명제를 사용하는 일반적인 형태는 행위자에게 극단적인 선택을 강요하는 것이다: 누군가는 선하거나 악하고, 부자이거나 가난하며, 정상적이거나 비정상적이다. 이러한 경우는 선택에서 배제된 극단들 사이의 연속적인 스펙트럼이 있다는 사실을 무시한다. 반대 명제, 즉 배타적인 선택지를 포함하는 거짓 딜레마는 매우 흔한 형태이지만, 이는 단지 특수한 경우일 뿐이다. 비배타적인 선언을 포함하는 논증 중에서도 거짓 딜레마인 경우가 있다. 예를 들어, 안전과 자유 사이의 선택은 서로 양립 가능하기 때문에 반대 명제를 포함하지 않는다.

### 논리적 형태
논리학에서, 딜레마로 알려진 주요 추론 유형은 두 가지이다: 구성적 양도 논법과 파괴적 양도 논법. 가장 단순한 형태로 이들은 다음과 같이 표현될 수 있다:
- 단순 구성적: {\displaystyle {\frac {(P\to Q),(R\to Q),(P\lor R)}{\therefore Q}}}
- 단순 파괴적: {\displaystyle {\frac {(P\to Q),(P\to R),(\lnot Q\lor \lnot R)}{\therefore \lnot P}}}

오류의 근원은 각각 세 번째 전제, 즉 {\displaystyle P\lor R}와 {\displaystyle \lnot Q\lor \lnot R}에 있는 선언적 주장에서 발견된다. 다음은 단순 구성적 형태의 거짓 딜레마의 예시이다: (1) "진실을 말하면 친구를 사회적 비극에 빠뜨리는 것이므로 부도덕한 사람이다." (2) "거짓말을 하면 부도덕한 사람이다(거짓말은 부도덕하므로)." (3) "당신은 진실을 말하거나 거짓말을 한다." 그러므로 "[당신은] 부도덕한 사람이다 (주어진 상황에서 어떤 선택을 하든)". 이 예시는 진실을 말하고 거짓말을 하는 것 외에 침묵을 지키는 것과 같은 다른 선택지가 있기 때문에 거짓 딜레마를 구성한다.
거짓 딜레마는 선언적 삼단 논법의 형태로도 나타날 수 있다:
- 선언적 삼단논법: {\displaystyle {\frac {(P\lor Q),(\lnot P)}{\therefore Q}}}

이 형태에서 첫 번째 전제({\displaystyle P\lor Q})가 잘못된 추론의 원인이다. 루이스의 삼단논법은 "예수는 거짓말쟁이이거나, 미치광이이거나, 주님이셨다"라는 세 가지 선언지를 포함하는 이 유형의 논증의 유명한 예시이다. 예수가 거짓말쟁이도 미치광이도 아니었다는 것을 부정함으로써, 그는 하느님이었다는 결론을 도출할 수밖에 없게 된다. 하지만 이는 예수가 선지자였다는 등 다른 다양한 대안들을 배제한다.

### 연역적 및 개괄적 논증
거짓 딜레마는 일반적으로 연역적 논증의 관점에서 논의된다. 그러나 개괄적 논증으로도 나타날 수 있다. 타당한 논증은 전제의 참이 결론의 참을 보장하는 경우 연역적이다. 반면에 타당한 개괄적 논증의 경우, 모든 전제가 참이고 결론이 거짓일 수 있다. 전제는 결론에 대한 일정 수준의 지지를 제공할 뿐이지 그것을 보장하지는 않는다. 개괄적 거짓 딜레마의 경우, 선언적 전제에서 다양한 대안들이 고려되지 않기 때문에 결론에 제공되는 지지가 과대평가된다.

## 설명 및 회피
오류를 이해하는 것에는 해당 오류를 저지르거나 빠지는 경향이 왜 있는지 설명하기 위해 논리를 넘어 경험적 심리학을 탐구하는 것이 포함된다. 거짓 딜레마의 경우, 양자택일적 진술을 통해 현실을 단순화하려는 경향이 중요한 역할을 할 수 있다. 이러한 경향은 어느 정도 인간 언어에 내재되어 있으며, 이는 반대쌍으로 가득하다. 이러한 종류의 단순화는 더 자세한 관점을 얻을 시간이 없을 때 결정을 내리는 데 때때로 필요하다.
거짓 딜레마를 피하려면, 정해진 대안 외에 추가적인 선택지를 인식해야 한다. 거짓 이분법을 꿰뚫어 보고 새로운 대안을 발견하기 위해서는 비판적 사고와 창의성이 필요할 수 있다.

## 구분과 모호성과의 관계
일부 철학자들과 학자들은 "구분이 엄격하고 정확하게 이루어질 수 없다면 그것은 진정한 구분이 아니다"라고 믿는다. 예외적으로 분석 철학자 존 설은 이를 잘못된 이분법을 초래하는 잘못된 가정이라고 불렀다. 설은 "불확정적인 현상에 대한 정확한 이론의 적절성 조건은 그 현상을 불확정적인 것으로 정확하게 특성화해야 한다는 것이며, 관련되고, 주변적이며, 분기하는 사례들의 집합을 허용하더라도 구분이 덜 구분되는 것은 아니다"라고 주장한다. 마찬가지로, 두 가지 선택지가 제시될 때, 항상 그런 것은 아니지만, 종종 어떤 가능성의 스펙트럼에서 두 극단점이 된다. 이는 선택지가 상호 배타적이 아닐 필요가 없음에도 불구하고 그런 인상을 줌으로써 더 큰 논증에 신뢰를 더할 수 있다. 또한, 거짓 이분법의 선택지들은 일반적으로 집단적으로 완전한 것으로 제시되는데, 이 경우 오류는 다른 가능성, 또는 퍼지 논리에서처럼 전체 가능성 스펙트럼을 고려함으로써 극복되거나 적어도 약화될 수 있다.
이 문제는 자연에 존재하는 진정한 이분법에서 발생하는데, 가장 흔한 예시는 어떤 사건의 발생이다. 그것은 일어났거나 일어나지 않았다. 이 존재론은 인식론에 합리적으로 적용될 수 없는 논리적 구성을 설정한다.

## 예시

### 거짓 선택
거짓 선택의 제시는 종종 문제에 대한 중간 지대를 차지할 수 있는 여러 선택지를 의도적으로 제거하려는 시도를 반영한다. 소음 공해 법규에 대한 일반적인 반대 논증은 거짓 선택을 포함한다. 뉴욕에서 소음이 규제되어서는 안 된다고 주장될 수 있는데, 만약 규제된다면 많은 사업체가 문을 닫아야 할 것이기 때문이다. 이 주장은 예를 들어, 자정 이후에 술집에서 방해되는 수준의 소음이 나지 않도록 술집을 폐쇄해야 한다고 가정한다. 이는 법이 술집에 소음 수준을 낮추거나, 소음이 타인의 재산으로 과도하게 전달되는 것을 막기 위해 방음 구조 요소를 설치하도록 요구할 수 있다는 사실을 무시한다.

### 흑백 논리적 사고
심리학에서 거짓 딜레마와 관련된 현상은 "흑백 논리적 사고" 또는 "흑백으로 사고하기"이다. 다른 사람들을 모두 선하거나 모두 악하다고 분류하는 사람처럼, 일상적으로 흑백 논리적 사고에 몰두하는 사람들이 있다.

## 유사 개념
거짓 딜레마를 지칭하는 다양한 용어들이 사용된다. 다음 용어들 중 일부는 거짓 딜레마와 동등하고, 일부는 거짓 딜레마의 특수 형태를 의미하며, 다른 일부는 밀접하게 관련된 개념을 의미한다.
- 이분법의 오류
- 흑백 논리의 오류
- 연언 부정 (거짓 이분법과 유사: 형식적 오류 § 연언 부정 참조)
- 이중구속
- 양자택일 오류
- 완전한 가설의 오류
- 배중률의 오류
- 거짓 대안의 오류[17]
- 거짓 이분
- 거짓 선택
- 거짓 이분법
- 부당한 선언
- 중간 지대 없음

## 같이 보기
- 양비론
- 피장파장의 오류
- 인신공격의 오류
- 피해의식
- 군중에 호소하는 오류
- 성급한 일반화